# Yangfloden
Yangfloden eller Yang He (kinesiska: 洋河) är en flod i Kina.   Det ligger i provinsen Hebei, i den nordöstra delen av landet, 110 km nordväst om huvudstaden Peking.